# Shinagawa
Shinagawa (japanska: 品川区, Shinagawa-ku) är en stadsdelskommun i Tokyo, Japan.